# Waking Into Nightmares
Waking Into Nightmares – drugi album amerykańskiego thrash metalowego zespołu Warbringer.

## Lista utworów
1. Jackal - 3:09
2. Living In a Whirlwind - 3:21
3. Severed Reality - 3:59
4. Scorched Earth	3:44
5. Abandoned By Time - 4:21
6. Prey For Death - 4:46
7. Nightmare Anatomy - 4:02
8. Shadow From the Tomb - 4:07
9. Senseless Life - 4:57
10. Forgotten Dead - 4:03
11. The Road Warrior - 3:46 (utwór dodatkowy)

## Twórcy
- John Kevill - śpiew
- John Laux - gitara elektryczna
- Adam Carroll - gitara elektryczna
- Ben Bennett - gitara basowa
- Nic Ritter - perkusja